# Pär Thorell
Pär Gösta Thorell, född 12 september 1923 i Linköping, död 21 december 1969 i Bönhamn, Nordingrå[källa behövs], var en svensk målare, tecknare och grafiker. 
Han var son till kamreren Hugo Wilhelm Thorell och Hanna Eugenia Tillbom och gift 1959–1965 med Birgit Anjou. Thorell studerade vid Slöjdföreningens skola i Göteborg 1943 och vid Kungliga konsthögskolan i Stockholm 1946–1948 där han även deltog i etsarskolan. Han var Östgöta konstförenings stipendiat 1946–1948 och 1951 samt tilldelades Östgötajournalisternas stipendium 1956. Thorell har haft separatutställningar i Linköping 1948, 1949 (tillsammans med Kerstin Hedeby och Birgitta Liljebladh), 1954, 1955, 1958 (tillsammans med Dagny Schönberg och Alf Gustavsson), 1960 och 1962, Finspång 1954 (tillsammans med Agne Johansson och Eskil Nordell), 1959 (med Carl Delden och Birger Strååt), 1964 (med Reinhold Ljunggren och Carl-Herman Runnström) och 1966 samt i Norrköping 1956 (med Lolo Holmquist). 
Thorell har varit representerad på en lång rad av Östgöta konstförenings salonger i Linköping och andra städer i provinsen och har vidare bland annat deltagit i utställningen Unga tecknare på Nationalmuseum 1947, Stockholmssalongerna i Liljevalchs konsthall 1962–1963 samt ett flertal utställningar i hemprovinsen. Hans konst består av oljemålningar och teckningar. Thorell är representerad vid Östergötlands museum i Linköping med oljemålningen Självporträtt med hatt, kolteckningen Porträttstudie (1951) och teckningen Sittande gubbe (1953) samt i Norrköpings konstmuseum med porträtt av Rolf Nystedt (1949), Självporträtt (1948), Självporträtt med palett (1950) samt Interiör (1937). Pär Thorells konst finns även representerad på Göta hotell i Borensberg som har en permanent Pär Thorellsamling på hotellets andra våning.